# Liste der Naturschutzgebiete im Landkreis Sächsische Schweiz-Osterzgebirge
Im Sächsischen Landkreis Sächsische Schweiz-Osterzgebirge gibt es 27 Naturschutzgebiete (Stand Januar 2019).
| Name des Gebietes                           | Bild           | Kennung | WDPA      | Landkreis / Stadt                                                   | Beschreibung / Bemerkungen                                             | Standort | Fläche in Hektar | Datum der Verordnung |
| ------------------------------------------- | -------------- | ------- | --------- | ------------------------------------------------------------------- | ---------------------------------------------------------------------- | -------- | ---------------- | -------------------- |
| Am Galgenteich Altenberg                    |                | D 90    | 162150    | Landkreis Sächsische Schweiz-Osterzgebirge                          |                                                                        | Position | 13,7             | 1989                 |
| Dresdner Elbtalhänge                        | weitere Bilder | D 104   | 378065    | Landkreis Sächsische Schweiz-Osterzgebirge, Dresden                 |                                                                        | Position | 203,6            | 2007                 |
| Geisingberg                                 | weitere Bilder | D 98    | 163218    | Landkreis Sächsische Schweiz-Osterzgebirge                          |                                                                        | Position | 314              | 1981                 |
| Georgenfelder Hochmoor                      | weitere Bilder | D 46    | 9363      | Landkreis Sächsische Schweiz-Osterzgebirge                          |                                                                        | Position | 13,55            | 1961                 |
| Gimmlitztal                                 | weitere Bilder | C 102   | 555595846 | Landkreis Mittelsachsen, Landkreis Sächsische Schweiz-Osterzgebirge |                                                                        | Position | 257,8            | 2015                 |
| Gimmlitzwiesen                              | weitere Bilder | D 67    |           | Landkreis Sächsische Schweiz-Osterzgebirge                          | bis 2015 eigenständiges Naturschutzgebiet, jetzt Teil des Gimmlitztals | Position | 1,58             | 1961                 |
| Gimpelfang                                  | weitere Bilder | D 56    | 163249    | Landkreis Sächsische Schweiz-Osterzgebirge                          |                                                                        | Position | 10,29            | 1983                 |
| Grenzwiesen Fürstenau und Fürstenauer Heide | weitere Bilder | D 105   | 378090    | Landkreis Sächsische Schweiz-Osterzgebirge                          |                                                                        | Position | 507              | 2006                 |
| Heilige Hallen                              | weitere Bilder | D 55    | 163599    | Landkreis Sächsische Schweiz-Osterzgebirge                          |                                                                        | Position | 32,78            | 1992                 |
| Hemmschuh                                   |                | D 47    | 14513     | Landkreis Sächsische Schweiz-Osterzgebirge                          |                                                                        | Position | 253,28           | 1961                 |
| Hochstein - Karlsleite                      |                | D 69    | 163715    | Landkreis Sächsische Schweiz-Osterzgebirge                          |                                                                        | Position | 21,52            | 1985                 |
| Hofehübel Bärenfels                         |                | D 40    | 163727    | Landkreis Sächsische Schweiz-Osterzgebirge                          |                                                                        | Position | 71,8             | 1984                 |
| Luchberg                                    |                | D 39    | 164512    | Landkreis Sächsische Schweiz-Osterzgebirge                          |                                                                        | Position | 20,1             | 1992                 |
| Märzenbecherwiese                           | weitere Bilder | D 53    | 164578    | Landkreis Sächsische Schweiz-Osterzgebirge                          |                                                                        | Position | 7,89             | 1994                 |
| Mittelgebirgslandschaft um Oelsen           | weitere Bilder | D 50    | 164924    | Landkreis Sächsische Schweiz-Osterzgebirge                          |                                                                        | Position | 515              | 1990                 |
| Mittleres Seidewitztal                      |                | D 92    | 164642    | Landkreis Sächsische Schweiz-Osterzgebirge                          |                                                                        | Position | 187              | 1988                 |
| Müglitzhang bei Schlottwitz                 | weitere Bilder | D 64    | 164715    | Landkreis Sächsische Schweiz-Osterzgebirge                          |                                                                        | Position | 77,87            | 1996                 |
| Pfaffenstein                                | weitere Bilder | D 91    | 164990    | Landkreis Sächsische Schweiz-Osterzgebirge                          |                                                                        | Position | 39,5             | 1961                 |
| Rabenauer Grund                             | weitere Bilder | D 37    | 165070    | Landkreis Sächsische Schweiz-Osterzgebirge                          |                                                                        | Position | 97,68            | 1988                 |
| Schwarzbachtal                              |                | D 72    | 165491    | Landkreis Sächsische Schweiz-Osterzgebirge                          |                                                                        | Position | 13,75            | 1961                 |
| Spargründe bei Dohna                        | weitere Bilder | D 68    | 165607    | Landkreis Sächsische Schweiz-Osterzgebirge                          |                                                                        | Position | 56,79            | 1939                 |
| Trebnitzgrund                               | weitere Bilder | D 49    | 165940    | Landkreis Sächsische Schweiz-Osterzgebirge                          |                                                                        | Position | 47,42            | 1994                 |
| Unger                                       |                | D 54    | 165989    | Landkreis Sächsische Schweiz-Osterzgebirge                          |                                                                        | Position | 48,23            | 1996                 |
| Weicholdswald                               |                | D 41    | 14512     | Landkreis Sächsische Schweiz-Osterzgebirge                          |                                                                        | Position | 103,7            | 1961                 |
| Weißeritztalhänge                           | weitere Bilder | D 38    | 14511     | Landkreis Sächsische Schweiz-Osterzgebirge                          |                                                                        | Position | 448,64           | 1961                 |
| Weißeritzwiesen Schellerhau                 |                | D 86    | 166234    | Landkreis Sächsische Schweiz-Osterzgebirge                          |                                                                        | Position | 23,00            | 1994                 |
| Wesenitzhang bei Zatzschke                  |                | D 63    | 166261    | Landkreis Sächsische Schweiz-Osterzgebirge                          |                                                                        | Position | 8,78             | 1989                 |
| Windberg Freital                            | weitere Bilder | D 36    | 14510     | Landkreis Sächsische Schweiz-Osterzgebirge                          |                                                                        | Position | 104,3            | 1967                 |